# Desaturacja (medycyna)
Desaturacja – stan, w którym obniżona jest saturacja krwi tlenem. Oceniana jest za pomocą wskaźnika desaturacji tlenem, ODI (z ang. oxygen desaturation index). Jako „zdarzenie desaturacyjne” określa się obniżenie saturacji o 4% w stosunku do linii bazowej. Występuje np. podczas zespołu bezdechu śródsennego.